# TOMOYO Linux
TOMOYO Linux ist ein Mandatory-Access-Control-System für Linux. Hierbei handelt es sich nicht, wie der Name vermuten ließe, um eine Linux-Distribution, sondern um eine Betriebssystemerweiterung. TOMOYO Linux wird seit 2003 entwickelt und wurde bis März 2012 von NTT Data gesponsert.
TOMOYO steht für Task Oriented Management Obviates Your Onus on Linux („aufgabenorientierte Verwaltung reduziert Bürden auf Linux“).

## Funktionsweise
TOMOYO verwendet, wie SELinux, die LSM-Schnittstelle. Sie läuft als Kernelmodul und steuert direkt die Zugriffsrechte der einzelnen Prozesse auf höchster Systemebene. Durch diesen Präventivschutz sollen Anwendungen vor noch unbekannten Sicherheitslöchern, sogenannten Zero-Day-Exploits, geschützt werden. Welchen Zugriff ein Programm benötigt, um normal zu arbeiten, bestimmen Profile mit individuellen Sicherheitsrichtlinien. Für standardmäßig verwendete Software auf einem GNU/Linux-System werden vorgefertigte Profile mitgeliefert. Anwender und Systemadministratoren können auch eigene Profile für Anwendungen erstellen. Eine weitere Möglichkeit ist der Einsatz von lernfähigen Filtern, während sich ein Programm im Normalbetrieb befindet.